# بریدی (نبراسکا)
بریدی(به انگلیسی: Brady) شهری در ایالت نبراسکا کشور ایالات متحده آمریکا است که جمعیت آن در سرشماری سال ۲۰۱۰ میلادی، ۴۲۸ نفر بوده‌است.